# Jo Jin-mi
Jo Jin-mi (koreanska: 조진미), född 15 november 2004, är en nordkoreansk simhoppare.

## Karriär
Vid VM 2024 i Doha tog Jo silver i både parhopp från 10-metersplattformen tillsammans med Kim Mi-rae samt i mixat parhopp från 10-metersplattformen tillsammans med Im Yong-myong. Vid olympiska sommarspelen 2024 i Paris tog hon silver i parhopp från 10-metersplattformen tillsammans med Kim Mi-rae. Det var Nordkoreas första olympiska medalj i simhopp genom tiderna.
Vid VM 2025 i Singapore tog Jo silver i mixat parhopp från 10-metersplattformen tillsammans med Choe Wi-hyon samt brons i parhopp från 10-metersplattformen tillsammans med Kim Mi-hwa.